# دانيال جونيور
دانيال جونيور (بالبرتغالية: Daniel Júnior‏) هو لاعب كرة قدم برازيلي في مركز الوسط، ولد في 9 مايو 2000 في سانتو أندريه في البرازيل. لعب مع نادي كروزيرو.

## وصلات خارجية
- دانيال جونيور على موقع قاعدة بيانات كرة القدم.إي يو (الإنجليزية)
- دانيال جونيور على موقع Soccerway.com (الإنجليزية)